# پیر سالینجر
پیِر امیل جرج سَلینجر (به انگلیسی: Pierre Emil George Salinger) سناتور سابق عضو حزب دموکرات ایالات متحده آمریکا بود. وی در سال ۱۹۶۴ میلادی سناتور ایالت کالیفرنیا در سنای ایالات متحده آمریکا بود.